# Le Vagabond (film, 1915)
Cet article concerne le film de Charlie Chaplin. Pour le film de David Wark Griffith, voir Le Vagabond.
Pour les articles homonymes, voir Le Vagabond.
Pour plus de détails, voir Fiche technique et Distribution.

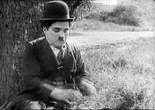
Charlot dans le film

Le Vagabond (titre original : The Tramp)  est une comédie burlesque américaine réalisée par Charlie Chaplin, sortie le 12 avril 1915.

## Synopsis
Charlot, un vagabond, sauve une jolie jeune fille de trois voleurs. Pour le remercier, elle l'invite à la ferme de son père. Celui-ci lui offre alors un travail, que Charlot accepte. Mais il ne connaît rien aux métiers de la ferme, et enchaîne les gaffes.
Les trois voleurs reviennent rôder près de la ferme et, croisant Charlot, lui proposent de voler l'argent du fermier et de partager le butin. Charlot accepte mais reste loyal à son patron et le prévient. Lorsque les voleurs passent à l'action, Charlot se blesse, et est pris en charge par la fille du fermier dont il est fou amoureux.
Charlot pense alors que son amour pour la jeune fille est réciproque, mais déchante lorsque le petit ami apparaît. Malheureux d'amour, Charlot laisse un mot et s'en va.

## Fiche technique
- Titre en français : Le Vagabond
  - Titre alternatif : Charlot vagabond
- Titre original : The Tramp
  - Titres alternatifs : Charlie on the Farm, Charlie the Tramp
- Réalisation : Charlie Chaplin
  - Assistant réalisateur : Ernest Van Pelt
- Scénario : Charlie Chaplin
- Photographie : Harry Ensign
- Montage : Charlie Chaplin (non crédité)
- Producteur : Jess Robbins
- Société de production : The Essanay Film Manufacturing Company
- Société de distribution : General Film Company (1915)
- Pays de production :  États-Unis
- Langue : film muet avec les intertitres en anglais
- Format : Noir et blanc - 35 mm - 1,33:1  -  Muet
- Genre : Comédie, Film burlesque
- Longueur : deux bobines (578 mètres)
- Durée : 32 minutes
- Date de sortie :
- États-Unis : 12 avril 1915
- Licence : Domaine public

## Distribution
- Charlie Chaplin : le vagabond
- Edna Purviance : la fille du fermier
- Ernest Van Pelt : le fermier
- Paddy McGuire : l'ouvrier
- Lloyd Bacon : le fiancé de la fille / le deuxième voleur
- Leo White : le premier voleur
- Bud Jamison : le troisième voleur
- Billy Armstrong : le pasteur